# 蕭蒼
蕭蒼（1434年—？），字承表，江西吉安府泰和縣人，明朝政治人物。同進士出身。

## 生平
天順三年（1459年）舉己卯科江西鄉試第十四名。成化二年（1466年）丙戌科會試第一百五十四名，殿試登進士第三甲第一百一十五名。歷廣東、廣西按察司僉事。弘治元年（1488年）升雲南按察司副使。

## 家族
曾祖蕭子文。祖父蕭伯器。父蕭崇襄。

## 佚事
《雙槐歲鈔》載其蕭蒼任僉事期間，錄囚惠州府，受賄為死囚開脫，被長樂縣（今五華縣）知縣黃瑜堅拒之事。